# Corallonectria jatrophae
Corallonectria jatrophae — вид грибів, що належить до монотипового роду Corallonectria.